# Buchschnitt

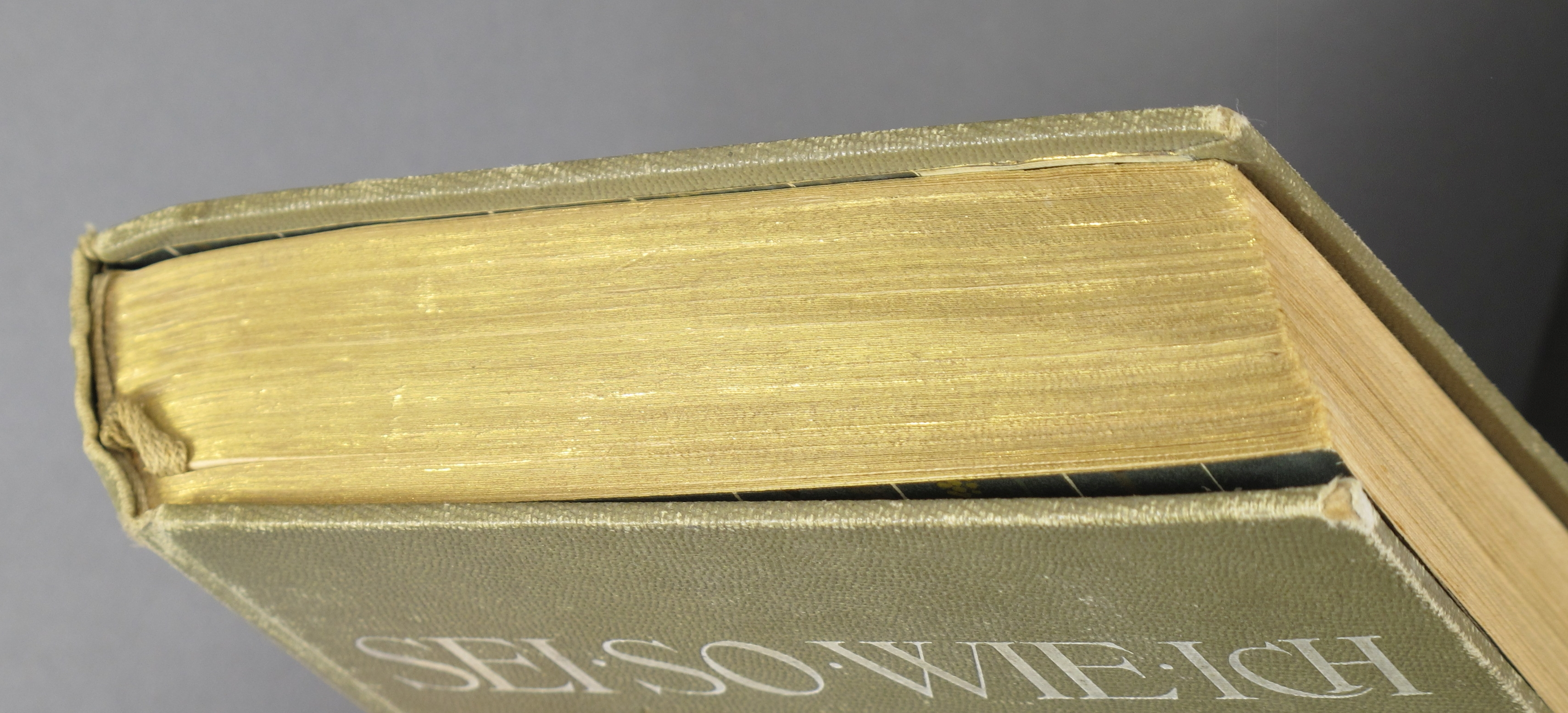
Buchschnitt, vergoldeter Kopfschnitt, 1907

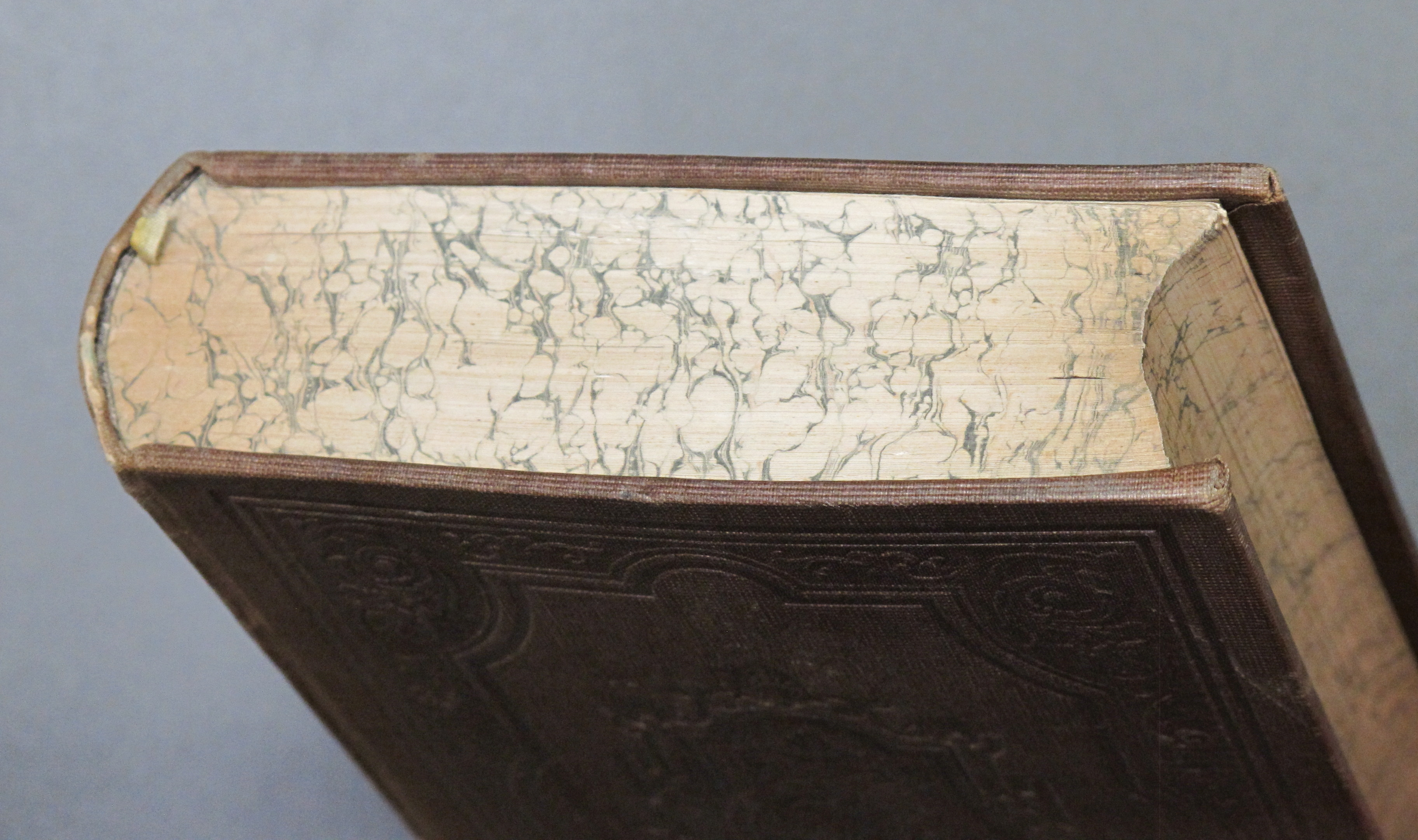
Marmorierter Buchschnitt, 1856

Als Buchschnitt werden die drei Seiten des Buchblocks bezeichnet, an denen ein Buch geöffnet werden kann. Die Lagen sind im Rückenbereich durch Heftung zum Buchblock verbunden und bilden an ihren äußeren Kanten Gestaltungsmöglichkeiten des Buchschnitts.

## Technik
Das Papier, auf dem ein Buch gedruckt wird, liegt in Rollen oder Bogen vor. Das Format beim handgeschöpften Papier ist von der Größe des Schöpfsiebes abhängig. Entsprechend der Druckbogengröße werden mehrere Satzspiegel nach einem festen Aufteilungsprinzip angeordnet, die nach dem Druck durch entsprechendes Falzen des Rohbogens die richtige Seitenreihenfolge ergeben. Um die einzelnen Seiten nach dem Binden auch öffnen zu können, müssen sie erst „aufgeschnitten“ werden, indem der gesamte Buchblock im Verlauf der Weiterverarbeitung maschinell mittels des Planschneiders seinen Beschnitt erhält. So kommt es zu der Bezeichnung Buchschnitt. Das historische Werkzeug zu diesem Zweck war ein Buchhobel.

## Arten des Buchschnittes

Darstellung des Buchschnittes

Der Buchblock, bestehend aus mehreren Lagen, wird auf drei Seiten beschnitten.

### Vorderschnitt
Vorderschnitt heißt die Seite des Buchschnittes, die dem Buchrücken gegenüberliegt. Bei Büchern aus dem 15. und 16. Jahrhundert steht des Öfteren der Buchtitel auf dem Vorderschnitt, da es zu dieser Zeit üblich war, die Bücher liegend mit dem Vorderschnitt nach vorne aufzubewahren.

### Oberschnitt oder Kopfschnitt
Oberschnitt oder Kopfschnitt nennt man den Schnitt an der oberen Kante des Buchblockes.

### Unterschnitt oder Fußschnitt
Unterschnitt oder Fußschnitt (veraltet Queue) nennt man den Schnitt eines Buches auf der Unterseite, also der Seite, auf der das Buch aufrecht steht.

### Hohlschnitt
Bei Büchern mit rundem Rücken ist der Vorderschnitt nach innen gerundet und wird so zum Hohlschnitt. Der Schnitt wird gerade durchgeführt, die Wölbung entsteht erst durch das Verschieben des ganzen Buchblocks zum runden Buchrücken.
Ausnahmefälle sind:

### Nicht-beschnittene Bücher

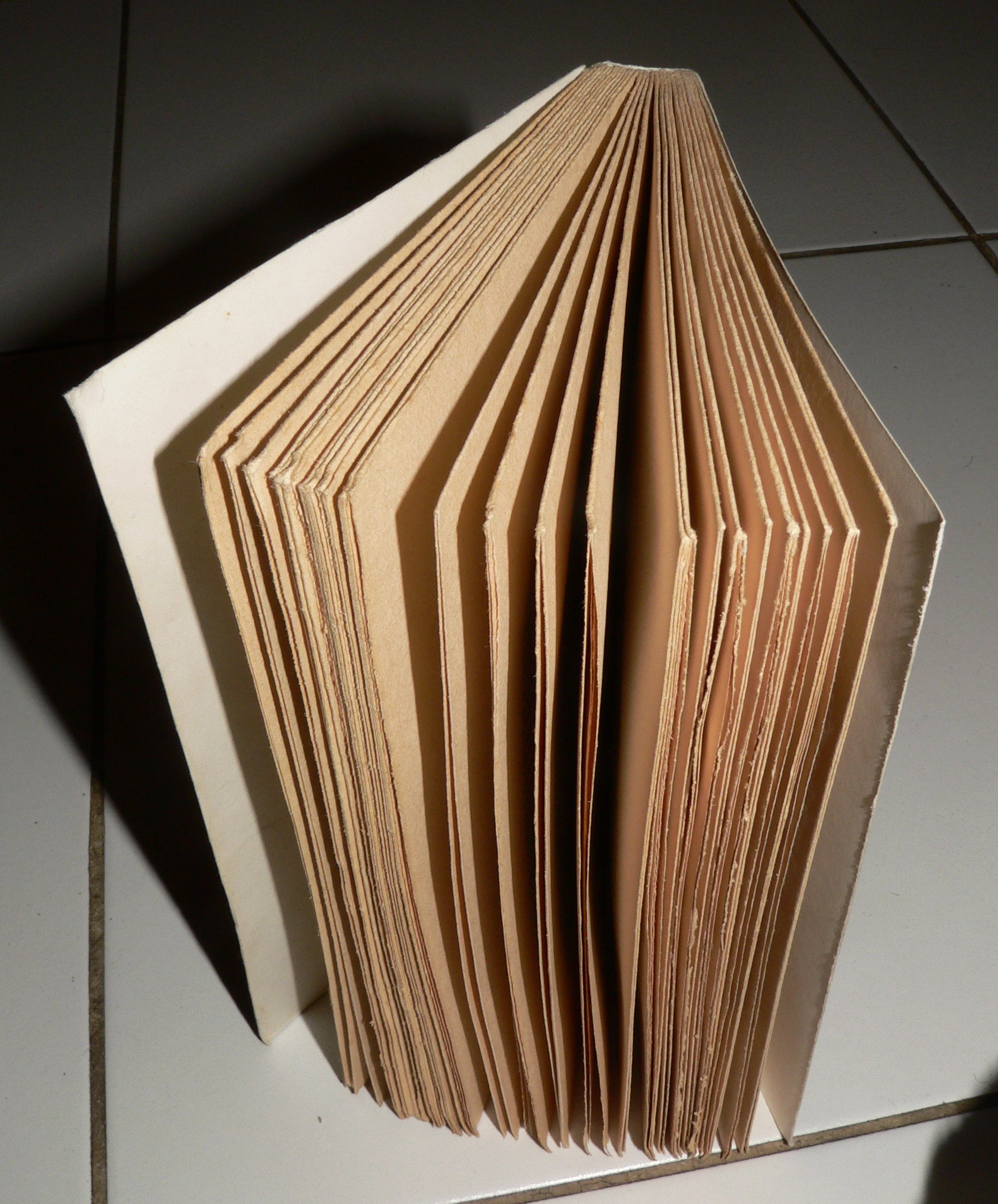
Unbeschnittener Buchblock

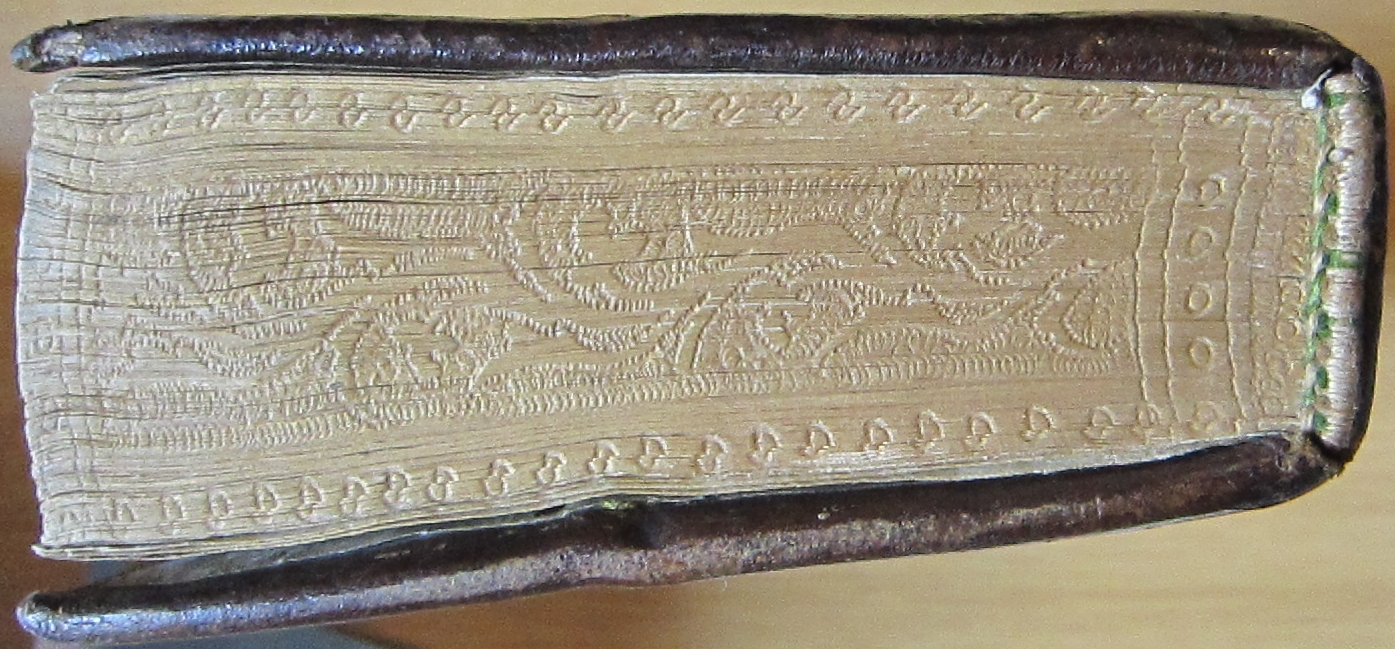
Punzierter goldener Buchschnitt

Nicht-beschnittene – auch unbeschnittene – Bücher (non coupé) bestehen aus unversehrten, nur gefalzten Bogen. Der Buchblock ist noch unbeschnitten. Derartige Bände können für Bibliophile wertvoll sein, denn diese Bücher wurden – teilweise aus Versehen – nie fertiggestellt und können Unikate sein. Ab dem 19. Jahrhundert kann das Binden eines unbeschnittenen Buchblocks mit nachfolgendem manuellem seitenweisem Aufschneiden auch rein ästhetische Gründe besitzen. Buchblöcke in Interimseinbänden sind dagegen nicht selten noch unbeschnitten.

### Der raue Buchschnitt
Sind die Bogen an den Falzstellen nur aufgeschnitten worden, spricht man vom rauen Buchschnitt beziehungsweise von unbeschnitten. Die Seitenränder werden nicht geschmälert. Ein Buch mit rauem Buchschnitt nennt man auch „non rogné“ (franz.: nicht beschnitten) „Rough Cut“ (engl.: Grobschnitt) oder „Deckle Edge“ (engl.: mit einer Kante nach Art handgeschöpfter Papierbögen). Das Buch besitzt dann noch die Originalbreite der Druckbogen, denn diese werden vom Buchbinder nur aufgeschnitten, ohne die Größe des Papierbogens zu verändern. In einigen Fällen kann der Kopfschnitt als Gold- oder Farbschnitt ausgeführt sein.

## Schnittverzierungen

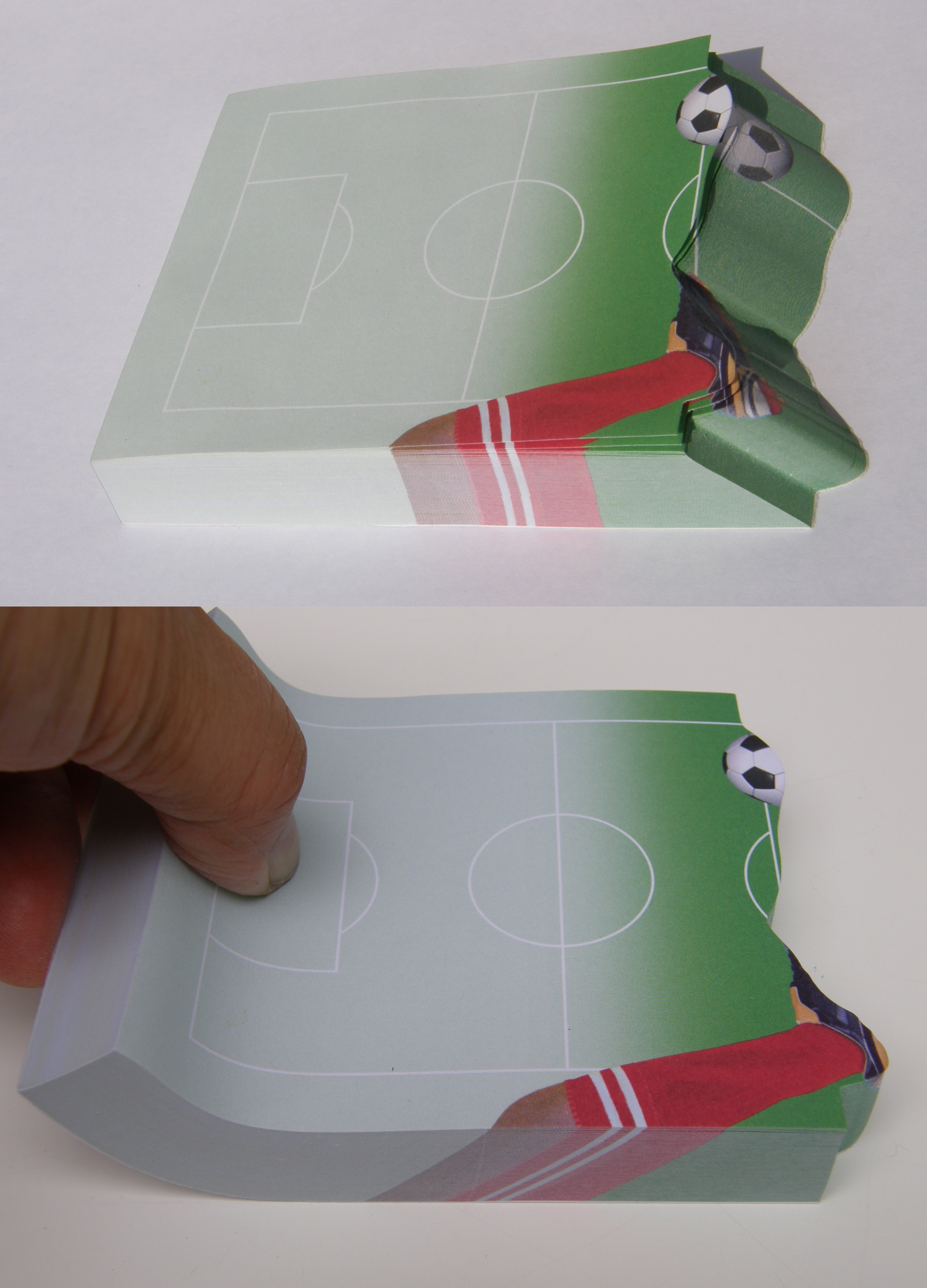
Profilkurvenschnitt an einem Notizblock

Der Buchschnitt kann zum Schutz, aber auch aus ästhetischen Gründen mit Farben oder anderen Materialien verziert werden: Dieses nennt man Schnittverzierung. Es gibt verschiedene Arten der Schnittverzierung, z. B. den Farbschnitt, den Sprengschnitt, den Goldschnitt, den Abziehschnitt, den Marmorschnitt. Goldschnitte wurden bei repräsentativen Einbänden zusätzlich punziert. Im 19. Jahrhundert wurden Bücher auch gelegentlich mit einer Fore-edge-Malerei, im Buchschnitt verborgenen Bildern, versehen.

## Mängel im Schnitt
Der Begriff aus dem Buchhandel Buchschnitt (leicht) verkürzt meint, dass der Vorderschnitt kürzer ausgeführt wurde als das Layout vorgab. Der Fachbegriff in der Buchbinderei ist Unterschnitt.